# 四万十インターチェンジ

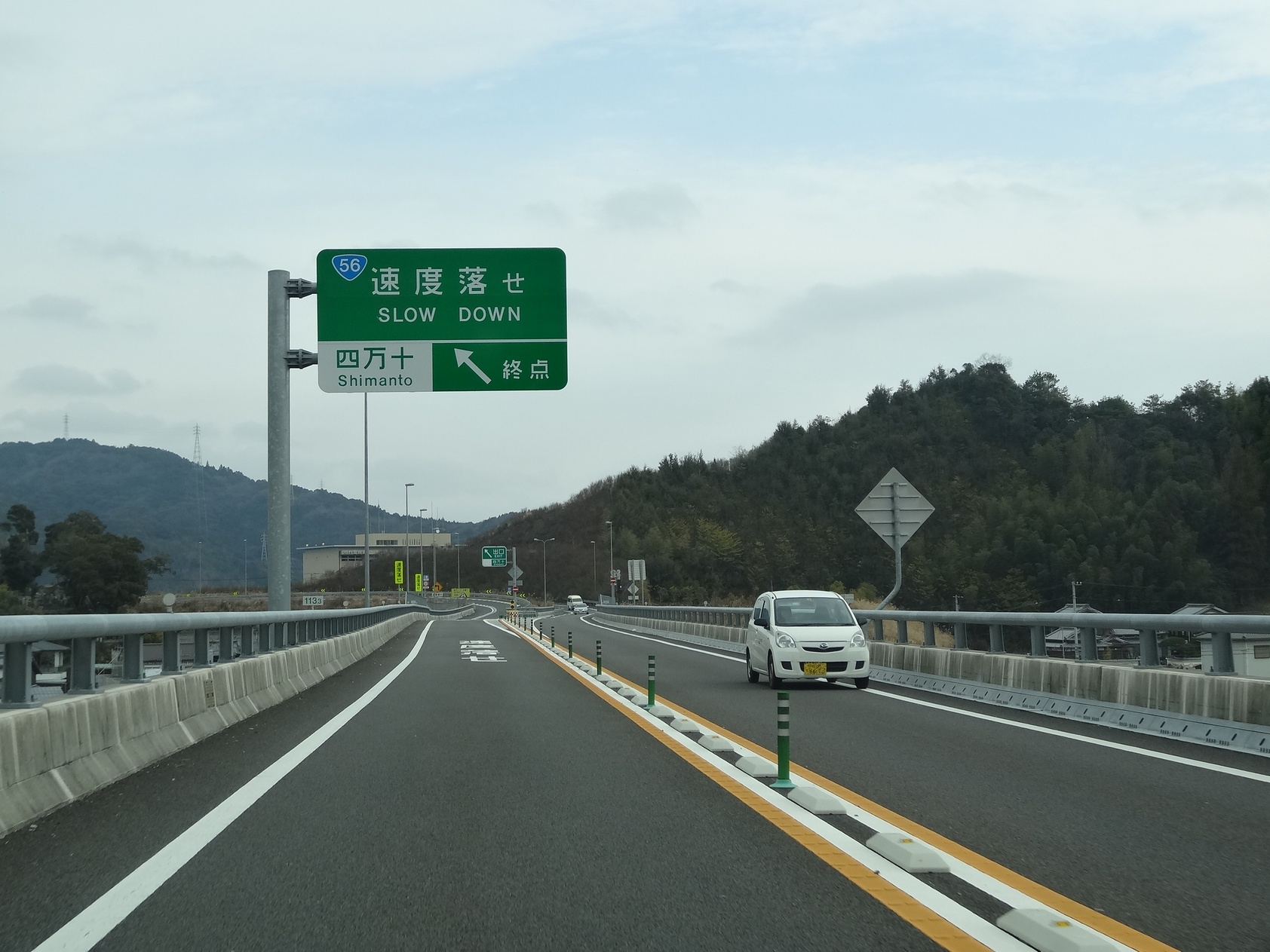
本線側（2013年1月）

四万十インターチェンジ（しまんとインターチェンジ）は、高知県四万十市右山にある大方四万十道路（事業中）と中村宿毛道路のインターチェンジである。
計画段階では「中村IC」として計画されていた。しかし、平成の大合併で2005年に中村市と西土佐村とが合併し、供用開始前に所在地が四万十市になったため名称も変更された。

## 歴史
- 2009年（平成21年）3月20日 : 四万十IC - 間IC間開通に伴い、供用開始[1]。

## 接続する道路
- 国道56号(現道、中村宿毛道路一般道路部)

## 周辺
- 土佐くろしお鉄道中村駅
- 新四万十川橋
- 国土交通省四国地方整備局中村河川国道事務所
- 高知県中村警察署

## 隣
E56 大方四万十道路（事業中）
古津賀IC -  四万十IC
E56 中村宿毛道路
四万十IC - 間IC